# سندرم بارتر
در سندرم بارتر (Bartter syndrome) اختلال در انتقال دهنده هم‌زمان سدیم و کلر حساس به دیورتیک بومتانید (NKCC2) و در در سندرم جیتلمن اختلال در عملکرد انتقال دهنده هم‌زمان سدیم و کلر (NCCT) حساس به دیورتیک‌های تیازیدی رخ می‌دهد که باعث دفع نمک، افت حجم آب خارج سلولی، هایپرآلدوسترونیسم ثانویه و هایپوکالمی می‌شوند
سندرم بارتر نوع ۱ یا سندرم بارتر نوزادی
به خاطر موتاسیون از دست دهنده عملکرد انتقال دهنده هم‌زمان سدیم پتاسیم و کلر (NKCC2)ایجاد می‌شود، این انتقال دهنده در غشای راسی سلول‌های شاخه صعودی ضخیم قوس هنله (TAL) بیان می‌شود و در بازجذب حدود ۳۰٪ از کل سدیم فیلتر شده از گلومرول نقش دارد. این سندرم در ابتدای زندگی بروز کرده و علائم آن شامل اتلاف زیاد سدیم و پتاسیم، پلی هیدرآمنیوس، هایپرکلسیوری قابل توجه و نفروکلسینوز می‌باشند. ساخت و ترشح پروستاگلاندین به‌طور قابل ملاحظه‌ای افزایش دارد و ممکن است مسئول بسیاری از علائم سیستمیک بیماری باشد.
سندرم بارتر نوع ۲:
به علت موتاسیون از دست دهنده عملکرد ژن KCNJ1 که کانال‌های وابسته به ولتاژ و یک سوکننده جریان رو به داخل پتاسیمی ROMK را کدگذاری می‌کند، ایجاد می‌شود. کانال‌های پتاسیمی ROMK بر روی غشای راسی TAL قرار دارد، اما در مجاری جمع‌کننده کورتیکال نیز بیان می‌شود. در این سندرم کانال‌های نابه‌جای ROMK سبب عملکرد نادرست هم انتقال دهنده NKCC2 و اتلاف نمک جریان بالای توبولی و اتلاف دیستال پتاسیم می‌گردد.
سندرم بارتر نوع ۳
به علت وقوع موتاسیون از دست دهنده عملکرد در ژن CLCNKB که پروتئین کانال کلریدی CLC-Kb را کدگذاری می‌کند، ایجاد می‌شود. این پروتئین بر غشای خارجی-قاعده‌ای سلول‌های TAL بین می‌شود و مسئول بازجذب کلرید سدیم در TAL است.
اتلاف کلیوی نمک در سندرم بارتر نوع ۳ خفیف‌تر از انواع ۱ و ۲ می‌باشد.
سندرم بارتر نوع ۴
به علت وقوع موتاسیون از دست دهنده عملکرد ژن BSND(سندرم بارتر همراه کری حسی-عصبی) که بارتین را کدگذاری می‌کند ایجاد می‌شود. «بارتین پروتئینی است که در غشای قاعده‌ای جانبی غشای سلول‌های TAL بیان می‌شود.» بارتین زیرواحد بتا از کانال کلریدی CLC-Kb می‌باشد که برای تحویل CLC-Kb به غشای پلاسمایی، و کنار هم قرارگیری CLCKa و CLCKb در حلزون، ضروری می‌باشد. این بیماری از سویی با اتلاف کلیوی سدیم و پتاسیم و از سوی دیگر با اختلال عملکرد حلزون و ناشنوایی تظاهر می‌کند
به تازگی آلکالوز هایپو کالمیک در زمینه سندرم بارت نوع ۵ در مبتلایان به هایپوکلسمی اتوزومال غالب، آشکار شده‌است. در این بیماری، هایپوکلسمی به یک موتاسیون ایجادکننده عملکرد در گیرنده حس گر کلسیمی (CaSR)نسبت داده شده‌است.CaSR به میزان فراوانی در غشای قاعده‌ای جانبی سلول‌های TAL بیان می‌شود و نقش مهمی در در مهار انتقال سدیم، کلر و کلسیم ایفا می‌کند. فعال شدن CaSR در غشای قاعده‌ای جانبی سلول‌های جانبی سلول‌های TAL فعالیت کانال‌های پتاسیمی راسی را کتهش می‌دهد و سندرم شبه بارتر را ایجاد می‌کند وبا فعال شدن CaSR در اثر این موتاسیون‌ها، به علت عدم تولید اختلاف پتانسیل مثبت لومنی که سبب انتقال کلسیم از راه‌های اطراف سلولی در TAL می‌گردد، ترشح ادراری کلسیم افزایش می‌یابد.